# 2e arrondissement de Hô Chi Minh-Ville
Le 2e arrondissement (vietnamien : Quận 2) est l'un des arrondissements de Hô Chi Minh-Ville, la plus grande ville du Viêt Nam. 

## Présentation
Sa superficie est de 50 km2 et en 2017, le district a une population de 168 680 habitants.
Le district accueille la nouvelle zone urbaine de Thủ Thiêm en cours d'aménagement.

## Développement urbain
Dans le passé, le 2e arrondissement était l'une des parties les plus pauvres de Hô Chi Minh-Ville en raison de sa séparation centre-ville par la rivière Saïgon. 
Cependant, c'est maintenant l'une des zones d'investissement prioritaires des autorités d'Hô Chi Minh-Ville. 
L'achèvement du pont de Thủ Thiêm en 2008 et du tunnel de Thủ Thiêm en 2011 a été précurseur du développement de la nouvelle zone urbaine de Thủ Thiêm. 

## Transports
Le tunnel de Thủ Thiêm relie le 2e arrondissement et le 1er arrondissement qui est le district central de Hô Chi Minh-Ville. 
L'autre liaison du 2e arrondissement au centre-ville est le pont Thủ Thiêm, qui relie le 2e arrondissement et le district de Bình Thạnh. 
Thu Thiem sera desservie par la ligne 2 et la ligne 5 du métro de Hô Chi Minh-Ville.

## Éducation
Le 2e arrondissement abrite de nombreuses écoles internationales, en partie en raison du nombre élevé de résidents étrangers, et également en raison de sa proximité avec le 1er arrondissement. Voici une liste des écoles situées dans cette zone :
| École                                               | Adresse                                                                   | Réf.  |
| --------------------------------------------------- | ------------------------------------------------------------------------- | ----- |
| École internationale de Hô Chi Minh-Ville           | 28 rue Võ Trường Toản                                                     | [ 2 ] |
| British International School Vietnam (en)           | Primaire, 225 rue Nguyen Van Huong Secondaire au 246 rue Nguyen Van Huong | [ 3 ] |
| Australian International School, Vietnam (en)       | 264 rue Mai Chí Thọ                                                       | [ 4 ] |
| European International School Ho Chi Minh City (en) | 730 F-G-K, rue Lê Văn Miến, Thảo Điền                                     |       |
| The International German School (IGS)               | 12 rue Võ Trường Toản, Thảo Điền                                          | [ 5 ] |

## Administration
Le district est composé de 11 quartiers (phường) :
1. An Lợi Đông
2. An Khánh
3. An Phú
4. Bình An
5. Bình Khánh
6. Bình Trưng Đông
7. Bình Trưng Tây
8. Cát Lái
9. Thạnh Mỹ Lợi
10. Thảo Điền
11. Thủ Thiêm

## Galerie

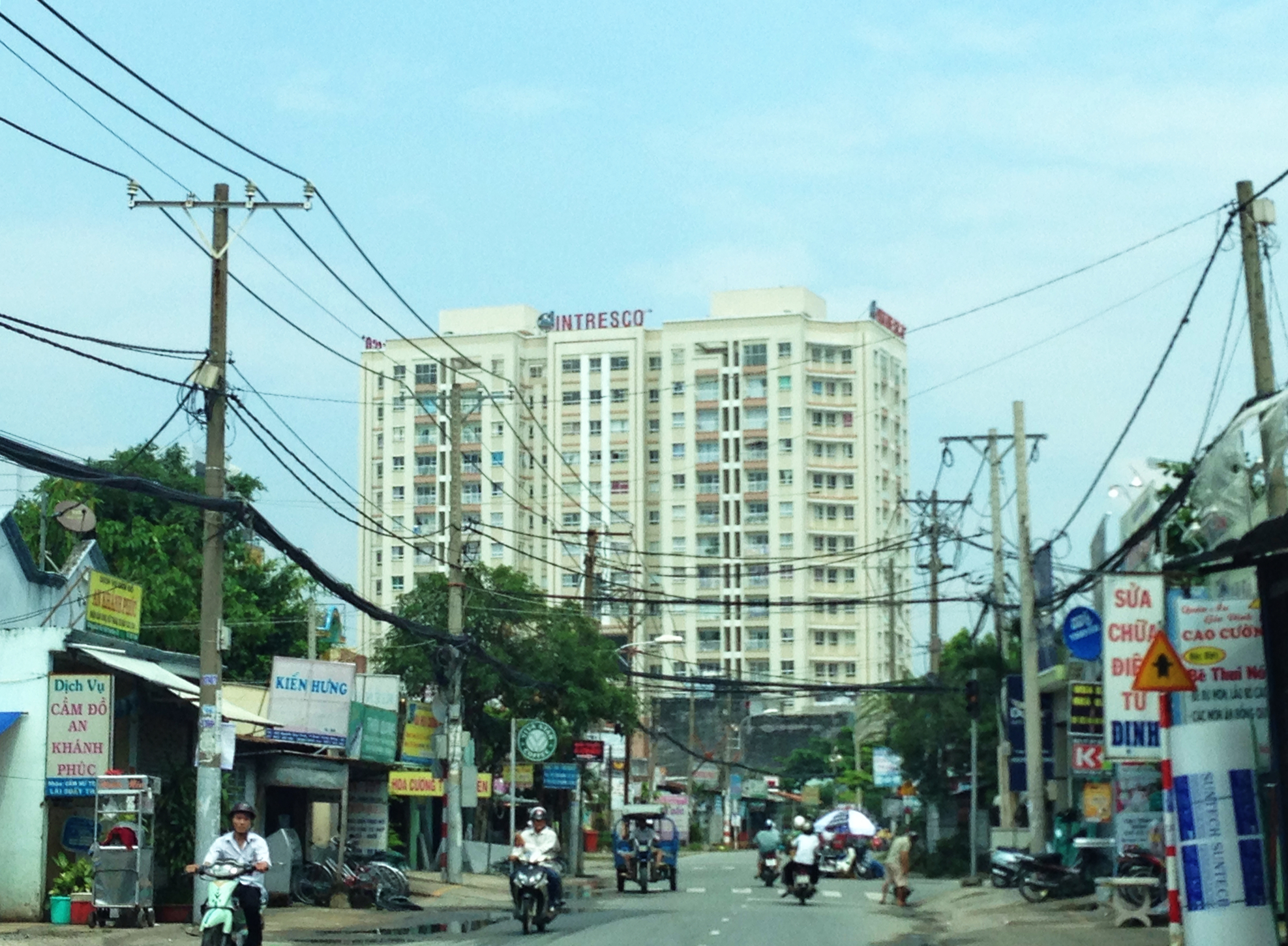
Binh trung tay.
An Phú.
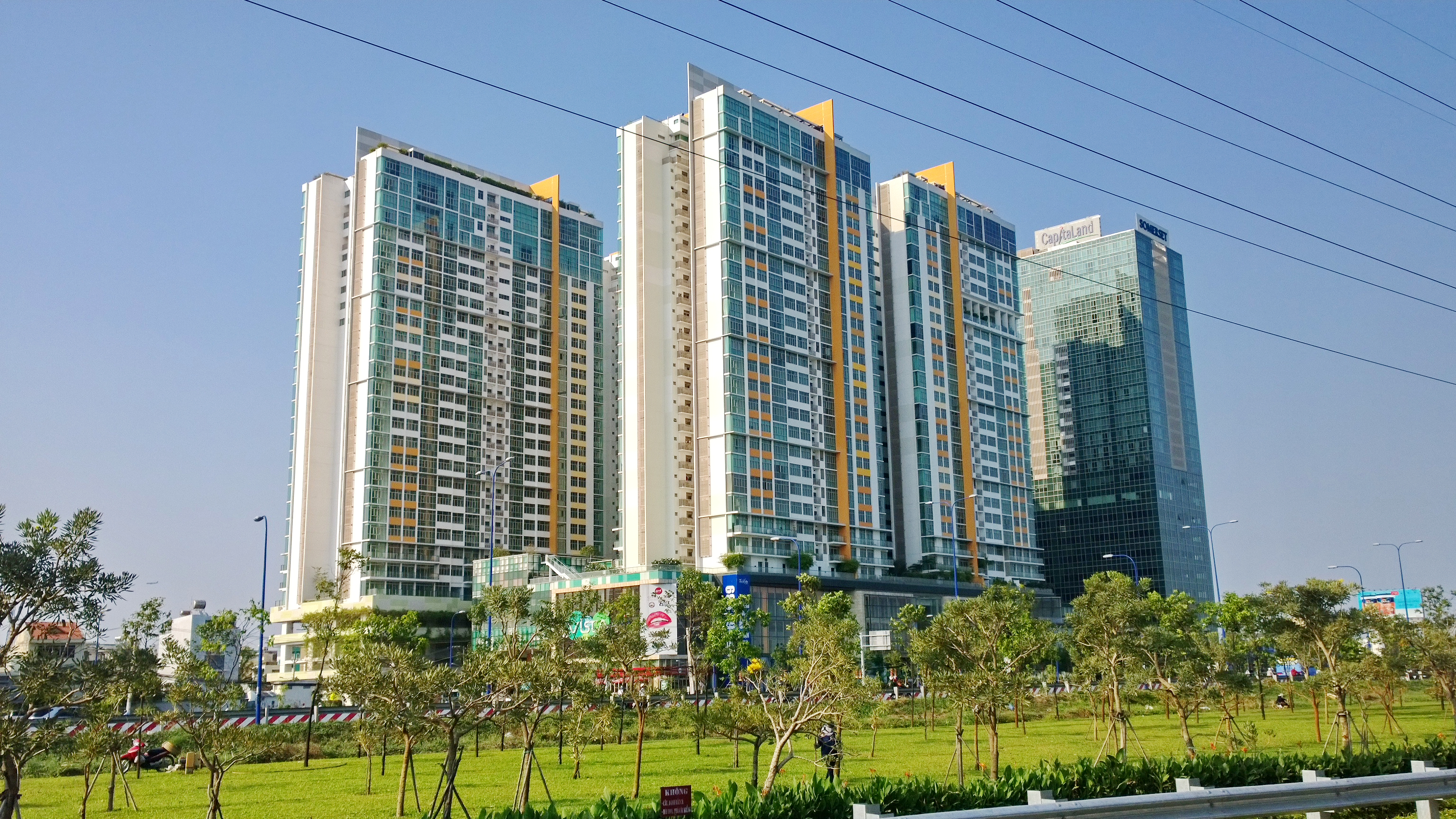
An Phú.

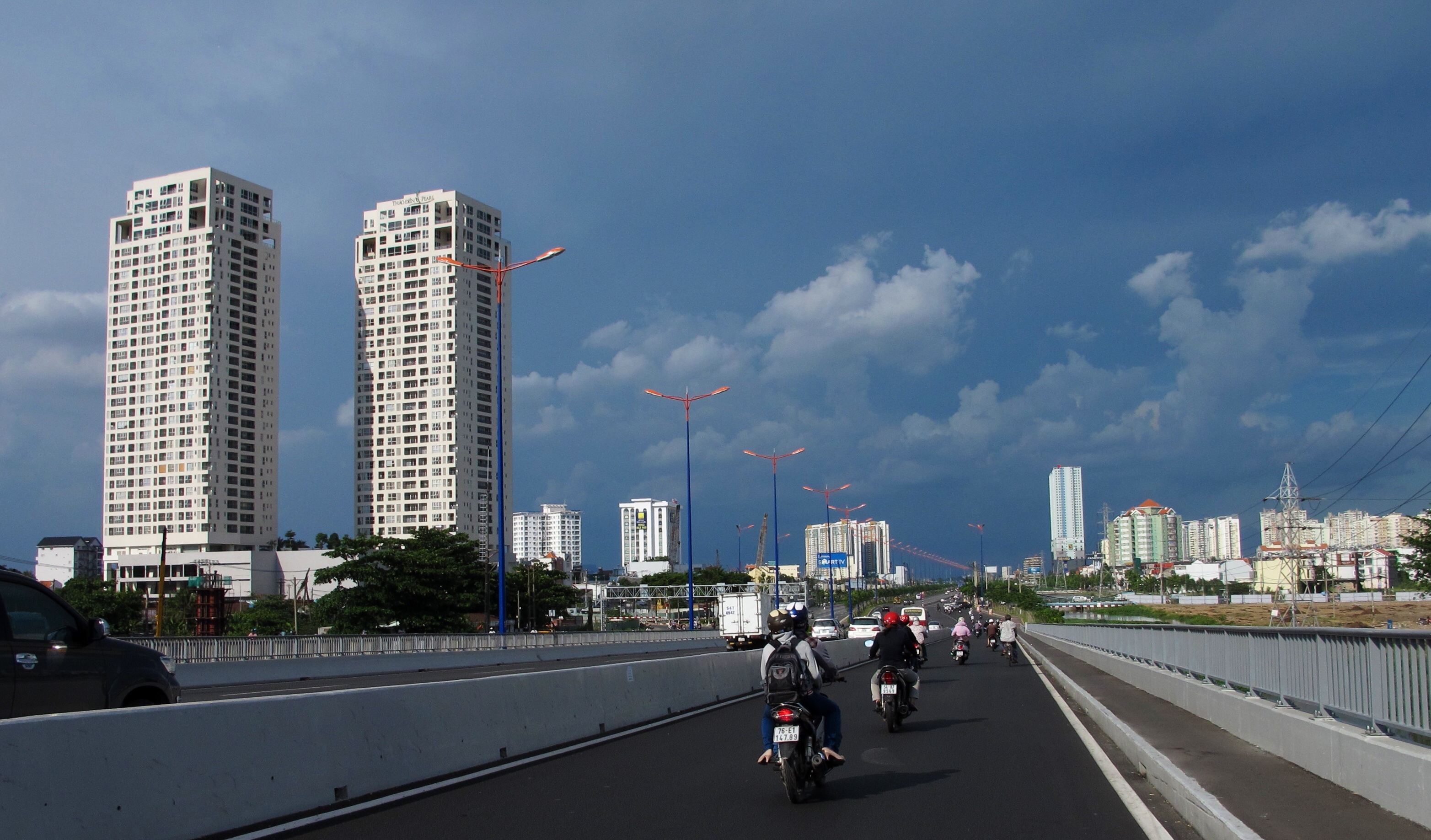
Place Binh An.
An Phú.
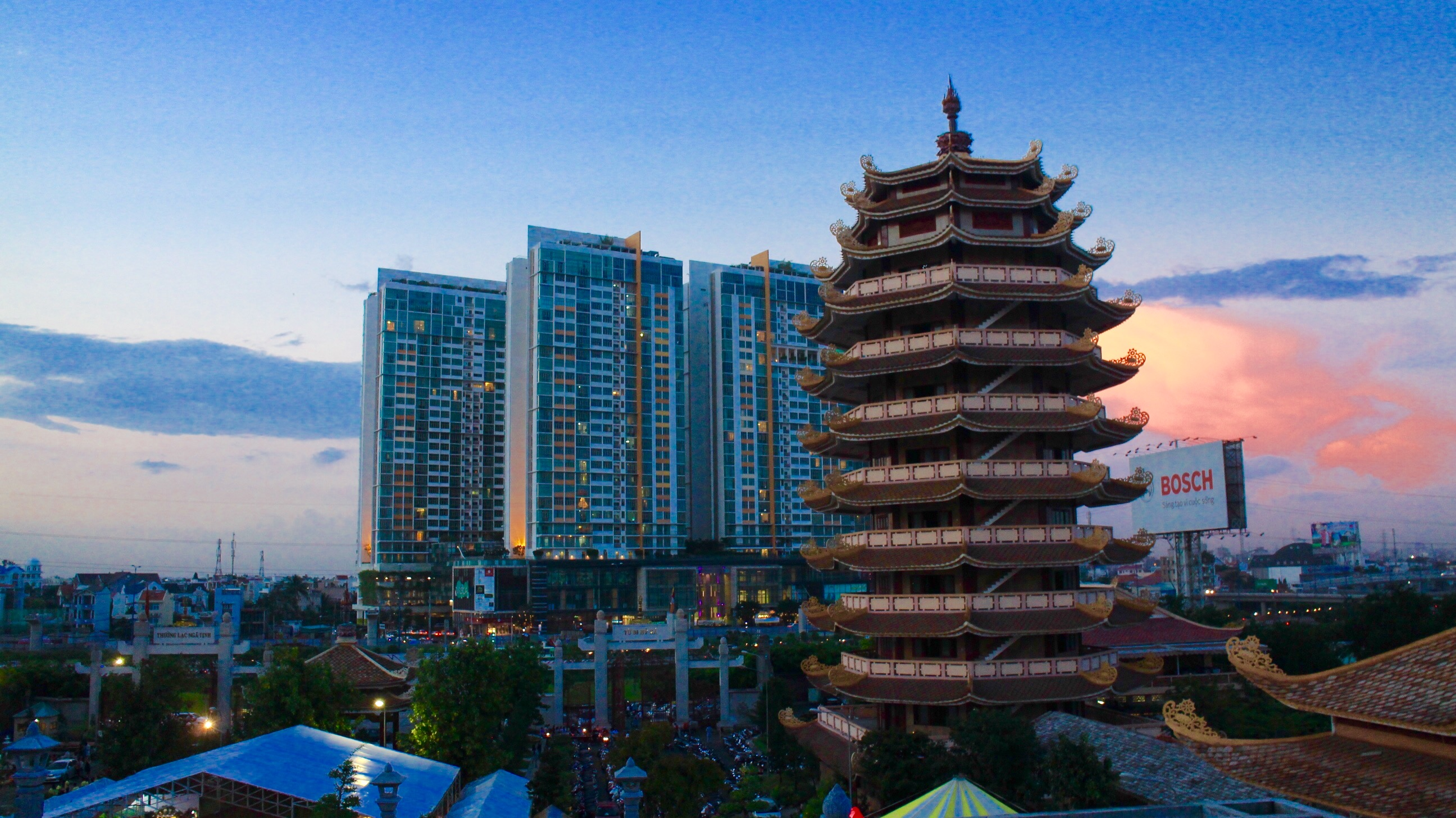
An Phú.